# Gerolamo Pallotta
Gerolamo Pallotta (Bojano, 11 settembre 1804 – Morcone, 13 agosto 1866) è stato un politico italiano.

## Biografia e attività politica
Dopo essersi laureato in giurisprudenza a Napoli, rientrò nella città natale per intraprendere la professione di avvocato, alla quale affiancava l'attività politica. Nel 1831 fu decurione e nel 1838 membro del Consiglio del Distretto d'Isernia. Lo studioso Francesco Tavone sottolinea che il Pallotta in questa veste fece proposte relativamente all'assistenza medica, alla riforma giudiziaria e, pionieristicamente, all'istruzione delle donne.
Nel 1841 fu nominato Presidente del Consiglio Distrettuale e nello stesso tempo ricoprì la carica di sindaco di Bojano. L'impegno di legale e quello di amministratore pubblico gli permisero di stringere rapporti di amicizia e collaborazione con le persone maggiormente attive nel movimento liberale, tra cui Beniamino Caso, Achille Del Giudice e Stefano Jadopi. Partecipò ai moti del 1848, maturando l'ideale dell'Unità d'Italia.
Nelle elezioni del giugno 1848 fu eletto deputato per il Distretto d'Isernia. Mantenne tale carica per poco tempo in quanto Ferdinando II ritirò la Costituzione ritornando all'assolutismo. Il Pallotta, noncurante delle persecuzioni a cui era sottoposto dalla polizia borbonica, scelse la via della cospirazione per il trionfo dei principi risorgimentali. Agli inizi del settembre 1860, allorché il Regno delle Due Sicilie fu teatro dell'impresa dei Mille, a Bojano - nella loggia del proprio palazzo - dichiarò la fine del dominio dei Borbone e la formazione di un governo provvisorio in nome di Garibaldi e di Vittorio Emanuele II.
Nelle elezioni del 1861 per il primo Parlamento italiano fu eletto deputato per il Collegio di Bojano e a Torino, nei banchi di Palazzo Carignano, si schierò con l'opposizione. Nel 1865 non venne più rieletto, in quanto i maggiori suffragi andarono al moderato Federico Del Re. Pallotta si ritirò a Morcone, dove morì l'anno successivo.